# Cosmos (álbum de Rogério Skylab)
Cosmos é o décimo sexto álbum de estúdio do cantor brasileiro Rogério Skylab. A primeira parte de uma "trilogia de cinco" denominada "Trilogia do Cosmos", foi lançado em 2 de outubro de 2020 e está disponível para download gratuito no site oficial do músico e em serviços de streaming.
Skylab originalmente anunciou a trilogia em sua página oficial do Facebook em 19 de agosto de 2020, afirmando que seu primeiro volume seria lançado "dentro de um mês no máximo"; quatro meses antes, em 19 de março, o single "À Sombra de um Horizonte" saiu como um teaser. Numa postagem posterior do Facebook, ele elaborou que a trilogia foi concebida "em homenagem a três grandes compositores brasileiros: Moacir Santos, Eumir Deodato e Hermeto Pascoal"; assim sendo, segue uma sonoridade minimalista "embasada em piano, baixo acústico e bateria" influenciada por samba, bossa nova e MPB, redolente à sua Trilogia dos Carnavais de 2012–15.
"Marcha Fúnebre" foi regravada da colaboração de 2009 entre Skylab e o baixista do Zumbi do Mato, Rogério Skylab & Orquestra Zé Felipe; sua segunda regravação de tal álbum seguindo "Tem Cigarro Aí?" em seu lançamento anterior Crítica da Faculdade do Cu. "O Corpo Real da Paolla" foi inspirada por um artigo sobre a atriz Paolla Oliveira.

## Recepção
Escrevendo para a webzine Acrobata, Aristides Oliveira fez uma crítica muito favorável de Cosmos, chamando-o de um "álbum incrível" e elogiando o "amadurecimento musical" de Skylab; no entanto, afirmou que "para quem é acostumado com a fase rock de Rogério, talvez torça o nariz para o novo projeto".

## Faixas
Todas as faixas escritas e compostas por Rogério Skylab, com exceção de "Marcha Fúnebre", por Skylab e Zé Felipe. 
| N.º | Título                     | Duração |  |
| 1.  | "Festa Infernal"           | 3:34    |  |
| 2.  | "Batuque"                  | 3:59    |  |
| 3.  | "À Sombra de um Horizonte" | 5:09    |  |
| 4.  | "Misterioso Trem"          | 5:19    |  |
| 5.  | "Corações Partidos"        | 3:41    |  |
| 6.  | "Falo"                     | 4:15    |  |
| 7.  | "Marcha Fúnebre"           | 3:39    |  |
| 8.  | "O Corpo Real da Paolla"   | 6:00    |  |
| 9.  | "Capim-Gordura"            | 4:04    |  |
| 10. | "Teus Olhos"               | 4:39    |  |
| 11. | "The Sky" (O Céu)          | 5:05    |  |
| 12. | "Tudo ao Mesmo Tempo"      | 4:01    |  |
| 13. | "Depois da Festa"          | 3:35    |  |

## Créditos
- Rogério Skylab – vocais, produção
- Leandro Braga – piano, arranjos
- Rodrigo Scofield – bateria
- Pedro Aune – baixo, baixo acústico
- Solange Venturi – fotografia
- Carlos Mancuso – arte de capa